# Parandanus hilaris
Parandanus hilaris är en insektsart som beskrevs av Rauno E. Linnavuori och Delong 1976. Parandanus hilaris ingår i släktet Parandanus och familjen dvärgstritar. Inga underarter finns listade i Catalogue of Life.